# Berti Vogts
Hans-Hubert ("Berti") Vogts (Büttgen, Noordrijn-Westfalen, 30 december 1946) is een voormalige West-Duitse voetballer. Vogts werd vooral bekend dankzij zijn uitstekende wedstrijd die hij speelde tegen Johan Cruijff in de finale van het wereldkampioenschap in 1974. Cruijff noemde hem later in Voetbal International zelfs de "lastigste tegenstander die hij ooit had".

## Biografie
Vogts begon zijn carrière bij het kleine VfR Büttgen en maakte in 1965 de overstap naar Borussia Mönchengladbach. Hij speelde hier zijn hele carrière en won vijf keer de landstitel met de club, één keer de DFB-Pokal en twee keer de UEFA Cup. Hij verloor ook één keer een finale van de UEFA Cup en Europacup I, telkens van Liverpool FC en bereikte ook nog twee Europese halve finales. Hij kon 8 keer scoren in de 64 Europese wedstrijden waarin hij speelde.
Op 3 mei 1967 maakte hij zijn opwachting in het West-Duitse voetbalelftal, dat een kwalificatiewedstrijd voor het EK speelde tegen Joegoslavië. De Mannschaft verloor en zou zich later als enige keer in de geschiedenis niet kunnen plaatsen voor een groot toernooi. Vier jaar later plaatste het land zich wel en werd voor het eerst Europees kampioen. Vogts zat wel in de selectie op het EK, maar kon door een blessure niet opgesteld worden. In 1974 werd hij wereldkampioen in eigen land. In 1976 scoorde hij tegen Malta zijn enige interlandgoal. Later dat jaar verloren de Duitsers de EK-finale van Tsjecho-Slowakije. Zijn interlandcarrière eindigde ietwat in mineur op het WK 1978 toen hij de tweede groepsfase tegen Oostenrijk in eigen doel trapte waardoor West-Duitsland uitgeschakeld werd.
Vogts was lange tijd de assistent van bondscoach Franz Beckenbauer. In 1990 nam hij na het afscheid van Beckenbauer het stokje over. Als assistent-coach won hij de wereldtitel in 1990 en als bondscoach de Europese titel in 1996. Hij is hiermee de enige die een EK heeft gewonnen als speler en als trainer.
Van 2000-2004 was Vogts bondscoach van Schotland. Dit werd geen succes. Hij wist met de Schotten geen kwalificatie af te dwingen voor het WK 2002 en het EK 2004. In de play-off voor het EK 2004 verloor hij met Schotland van het Nederlands elftal: op de 1-0 overwinning op eigen veld volgde een 6-0 nederlaag in Amsterdam.
Sinds april 2008 was Vogts bondscoach van Azerbeidzjan. Hij volgde de Macedoniër Gjoko Hadžievski op. Zijn eerste duel op de bank bij de Azeri's was de vriendschappelijke interland tegen Bosnië en Herzegovina op 1 juni 2008. Bosnië won het duel in Zenica met 1-0 door een treffer van Stevo Nikolić. Vogts stapte op 17 oktober 2014 op na verliespartijen tegen achtereenvolgens Italië, Bulgarije en Kroatië.

## Statistieken
| Interlands Duitsland onder leiding van Berti Vogts | Interlands Duitsland onder leiding van Berti Vogts | Interlands Duitsland onder leiding van Berti Vogts | Interlands Duitsland onder leiding van Berti Vogts | Interlands Duitsland onder leiding van Berti Vogts | Interlands Duitsland onder leiding van Berti Vogts |
| №                                                  | Datum                                              | Thuisploeg                                         | Uitslag                                            | Uitploeg                                           | Competitie                                         |
| -------------------------------------------------- | -------------------------------------------------- | -------------------------------------------------- | -------------------------------------------------- | -------------------------------------------------- | -------------------------------------------------- |
| 1                                                  | 29.08.1990                                         | Portugal                                           | 1 − 1                                              | West-Duitsland                                     | Vriendschappelijk                                  |
| 2                                                  | 10.10.1990                                         | Zweden                                             | 1 − 3                                              | Duitsland                                          | Vriendschappelijk                                  |
| 3                                                  | 31.10.1990                                         | Luxemburg                                          | 2 − 3                                              | Duitsland                                          | EK-kwalificatie                                    |
| 4                                                  | 19.12.1990                                         | Duitsland                                          | 4 − 0                                              | Zwitserland                                        | Vriendschappelijk                                  |
| 5                                                  | 27.03.1991                                         | Duitsland                                          | 2 − 1                                              | Sovjet-Unie                                        | Vriendschappelijk                                  |
| 6                                                  | 01.05.1991                                         | Duitsland                                          | 1 − 0                                              | België                                             | EK-kwalificatie                                    |
| 7                                                  | 05.06.1991                                         | Wales                                              | 1 − 0                                              | Duitsland                                          | EK-kwalificatie                                    |
| 8                                                  | 11.09.1991                                         | Engeland                                           | 0 − 1                                              | Duitsland                                          | Vriendschappelijk                                  |
| 9                                                  | 16.10.1991                                         | Duitsland                                          | 4 − 1                                              | Wales                                              | EK-kwalificatie                                    |
| 10                                                 | 20.11.1991                                         | België                                             | 0 − 1                                              | Duitsland                                          | EK-kwalificatie                                    |
| 11                                                 | 18.12.1991                                         | Duitsland                                          | 4 − 0                                              | Luxemburg                                          | EK-kwalificatie                                    |
| 12                                                 | 25.03.1992                                         | Italië                                             | 1 − 0                                              | Duitsland                                          | Vriendschappelijk                                  |
| 13                                                 | 22.04.1992                                         | Tsjecho-Slowakije                                  | 1 − 1                                              | Duitsland                                          | Vriendschappelijk                                  |
| 14                                                 | 30.05.1992                                         | Duitsland                                          | 1 − 0                                              | Turkije                                            | Vriendschappelijk                                  |
| 15                                                 | 02.06.1992                                         | Duitsland                                          | 1 − 1                                              | Noord-Ierland                                      | Vriendschappelijk                                  |
| 16                                                 | 12.06.1992                                         | Duitsland                                          | 1 − 1                                              | GOS                                                | EK-eindronde                                       |
| 17                                                 | 15.06.1992                                         | Duitsland                                          | 2 − 0                                              | Schotland                                          | EK-eindronde                                       |
| 18                                                 | 18.06.1992                                         | Duitsland                                          | 1 − 3                                              | Nederland                                          | EK-eindronde                                       |
| 19                                                 | 21.06.1992                                         | Zweden                                             | 2 − 3                                              | Duitsland                                          | EK-eindronde                                       |
| 20                                                 | 26.06.1992                                         | Denemarken                                         | 2 − 0                                              | Duitsland                                          | EK-eindronde                                       |
| 21                                                 | 09.09.1992                                         | Denemarken                                         | 1 − 2                                              | Duitsland                                          | Vriendschappelijk                                  |
| 22                                                 | 14.10.1992                                         | Duitsland                                          | 1 − 1                                              | Mexico                                             | Vriendschappelijk                                  |
| 23                                                 | 18.11.1992                                         | Duitsland                                          | 0 − 0                                              | Oostenrijk                                         | Vriendschappelijk                                  |
| 24                                                 | 16.12.1992                                         | Brazilië                                           | 3 − 1                                              | Duitsland                                          | Vriendschappelijk                                  |
| 25                                                 | 20.12.1992                                         | Uruguay                                            | 1 − 4                                              | Duitsland                                          | Vriendschappelijk                                  |
| 26                                                 | 24.03.1993                                         | Schotland                                          | 0 − 1                                              | Duitsland                                          | Vriendschappelijk                                  |
| 27                                                 | 14.04.1993                                         | Duitsland                                          | 6 − 1                                              | Ghana                                              | Vriendschappelijk                                  |
| 28                                                 | 10.06.1993                                         | Brazilië                                           | 3 − 3                                              | Duitsland                                          | Vriendschappelijk                                  |
| 29                                                 | 13.06.1993                                         | Verenigde Staten                                   | 3 − 4                                              | Duitsland                                          | Vriendschappelijk                                  |
| 30                                                 | 19.06.1993                                         | Engeland                                           | 1 − 2                                              | Duitsland                                          | Vriendschappelijk                                  |
| 31                                                 | 22.09.1993                                         | Tunesië                                            | 1 − 1                                              | Duitsland                                          | Vriendschappelijk                                  |
| 32                                                 | 13.10.1993                                         | Duitsland                                          | 5 − 0                                              | Uruguay                                            | Vriendschappelijk                                  |
| 33                                                 | 17.11.1993                                         | Duitsland                                          | 2 − 1                                              | Brazilië                                           | Vriendschappelijk                                  |
| 34                                                 | 15.12.1993                                         | Argentinië                                         | 2 − 1                                              | Duitsland                                          | Vriendschappelijk                                  |
| 35                                                 | 18.12.1993                                         | Verenigde Staten                                   | 0 − 3                                              | Duitsland                                          | Vriendschappelijk                                  |
| 36                                                 | 22.12.1993                                         | Mexico                                             | 0 − 0                                              | Duitsland                                          | Vriendschappelijk                                  |
| 37                                                 | 23.03.1994                                         | Duitsland                                          | 2 − 1                                              | Italië                                             | Vriendschappelijk                                  |
| 38                                                 | 27.04.1994                                         | V.A.E.                                             | 0 − 2                                              | Duitsland                                          | Vriendschappelijk                                  |
| 39                                                 | 29.05.1994                                         | Duitsland                                          | 0 − 2                                              | Ierland                                            | Vriendschappelijk                                  |
| 40                                                 | 02.06.1994                                         | Oostenrijk                                         | 1 − 5                                              | Duitsland                                          | Vriendschappelijk                                  |
| 41                                                 | 08.06.1994                                         | Canada                                             | 0 − 2                                              | Duitsland                                          | Vriendschappelijk                                  |
| 42                                                 | 17.06.1994                                         | Bolivia                                            | 0 − 1                                              | Duitsland                                          | WK-eindronde                                       |
| 43                                                 | 21.06.1994                                         | Duitsland                                          | 1 − 1                                              | Spanje                                             | WK-eindronde                                       |
| 44                                                 | 27.06.1994                                         | Duitsland                                          | 3 − 2                                              | Zuid-Korea                                         | WK-eindronde                                       |
| 45                                                 | 02.07.1994                                         | België                                             | 2 − 3                                              | Duitsland                                          | WK-eindronde                                       |
| 46                                                 | 10.07.1994                                         | Bulgarije                                          | 2 − 1                                              | Duitsland                                          | WK-eindronde                                       |
| 47                                                 | 07.09.1994                                         | Rusland                                            | 0 − 1                                              | Duitsland                                          | Vriendschappelijk                                  |
| 48                                                 | 12.10.1994                                         | Hongarije                                          | 0 − 0                                              | Duitsland                                          | Vriendschappelijk                                  |
| 49                                                 | 16.11.1994                                         | Albanië                                            | 1 − 2                                              | Duitsland                                          | EK-kwalificatie                                    |
| 50                                                 | 14.12.1994                                         | Moldavië                                           | 0 − 3                                              | Duitsland                                          | EK-kwalificatie                                    |
| 51                                                 | 18.12.1994                                         | Duitsland                                          | 2 − 1                                              | Albanië                                            | EK-kwalificatie                                    |
| 52                                                 | 22.02.1995                                         | Spanje                                             | 0 − 0                                              | Duitsland                                          | Vriendschappelijk                                  |
| 53                                                 | 29.03.1995                                         | Georgië                                            | 0 − 2                                              | Duitsland                                          | EK-kwalificatie                                    |
| 54                                                 | 26.04.1995                                         | Duitsland                                          | 1 − 1                                              | Wales                                              | EK-kwalificatie                                    |
| 55                                                 | 07.06.1995                                         | Bulgarije                                          | 3 − 2                                              | Duitsland                                          | EK-kwalificatie                                    |
| 56                                                 | 21.06.1995                                         | Duitsland                                          | 2 − 0                                              | Italië                                             | Vriendschappelijk                                  |
| 57                                                 | 23.06.1995                                         | Zwitserland                                        | 1 − 2                                              | Duitsland                                          | Vriendschappelijk                                  |
| 58                                                 | 23.08.1995                                         | België                                             | 1 − 2                                              | Duitsland                                          | Vriendschappelijk                                  |
| 59                                                 | 06.09.1995                                         | Duitsland                                          | 4 − 1                                              | Georgië                                            | EK-kwalificatie                                    |
| 60                                                 | 08.10.1995                                         | Duitsland                                          | 6 − 1                                              | Moldavië                                           | EK-kwalificatie                                    |
| 61                                                 | 11.10.1995                                         | Wales                                              | 1 − 2                                              | Duitsland                                          | EK-kwalificatie                                    |
| 62                                                 | 15.11.1995                                         | Duitsland                                          | 3 − 1                                              | Bulgarije                                          | EK-kwalificatie                                    |
| 63                                                 | 15.12.1995                                         | Zuid-Afrika                                        | 0 − 0                                              | Duitsland                                          | Vriendschappelijk                                  |
| 64                                                 | 21.02.1996                                         | Portugal                                           | 1 − 2                                              | Duitsland                                          | Vriendschappelijk                                  |
| 65                                                 | 27.03.1996                                         | Duitsland                                          | 2 − 0                                              | Denemarken                                         | Vriendschappelijk                                  |
| 66                                                 | 24.04.1996                                         | Nederland                                          | 0 − 1                                              | Duitsland                                          | Vriendschappelijk                                  |
| 67                                                 | 29.05.1996                                         | Noord-Ierland                                      | 1 − 1                                              | Duitsland                                          | Vriendschappelijk                                  |
| 68                                                 | 01.06.1996                                         | Duitsland                                          | 0 − 1                                              | Frankrijk                                          | Vriendschappelijk                                  |
| 69                                                 | 04.06.1996                                         | Duitsland                                          | 9 − 1                                              | Liechtenstein                                      | Vriendschappelijk                                  |
| 70                                                 | 09.06.1996                                         | Tsjechië                                           | 0 − 2                                              | Duitsland                                          | EK-eindronde                                       |
| 71                                                 | 16.06.1996                                         | Duitsland                                          | 3 − 0                                              | Rusland                                            | EK-eindronde                                       |
| 72                                                 | 19.06.1996                                         | Duitsland                                          | 0 − 0                                              | Italië                                             | EK-eindronde                                       |
| 73                                                 | 23.06.1996                                         | Kroatië                                            | 1 − 2                                              | Duitsland                                          | EK-eindronde                                       |
| 74                                                 | 26.06.1996                                         | Engeland                                           | 1 − 1                                              | Duitsland                                          | EK-eindronde                                       |
| 75                                                 | 30.06.1996                                         | Tsjechië                                           | 1 − 2                                              | Duitsland                                          | EK-eindronde                                       |
| 76                                                 | 04.09.1996                                         | Polen                                              | 0 − 2                                              | Duitsland                                          | Vriendschappelijk                                  |
| 77                                                 | 09.10.1996                                         | Armenië                                            | 1 − 5                                              | Duitsland                                          | WK-kwalificatie                                    |
| 78                                                 | 09.11.1996                                         | Duitsland                                          | 1 − 1                                              | Noord-Ierland                                      | WK-kwalificatie                                    |
| 79                                                 | 14.12.1996                                         | Portugal                                           | 0 − 0                                              | Duitsland                                          | WK-kwalificatie                                    |
| 80                                                 | 26.02.1997                                         | Israël                                             | 0 − 1                                              | Duitsland                                          | Vriendschappelijk                                  |
| 81                                                 | 02.04.1997                                         | Albanië                                            | 2 − 3                                              | Duitsland                                          | WK-kwalificatie                                    |
| 82                                                 | 30.04.1997                                         | Duitsland                                          | 2 − 0                                              | Oekraïne                                           | WK-kwalificatie                                    |
| 83                                                 | 07.06.1997                                         | Oekraïne                                           | 0 − 0                                              | Duitsland                                          | WK-kwalificatie                                    |
| 84                                                 | 20.08.1997                                         | Noord-Ierland                                      | 1 − 3                                              | Duitsland                                          | WK-kwalificatie                                    |
| 85                                                 | 06.09.1997                                         | Duitsland                                          | 1 − 1                                              | Portugal                                           | WK-kwalificatie                                    |
| 86                                                 | 10.09.1997                                         | Duitsland                                          | 4 − 0                                              | Armenië                                            | WK-kwalificatie                                    |
| 87                                                 | 11.10.1997                                         | Duitsland                                          | 4 − 3                                              | Albanië                                            | WK-kwalificatie                                    |
| 88                                                 | 15.11.1997                                         | Duitsland                                          | 3 − 0                                              | Zuid-Afrika                                        | Vriendschappelijk                                  |
| 89                                                 | 18.02.1998                                         | Oman                                               | 0 − 2                                              | Duitsland                                          | Vriendschappelijk                                  |
| 90                                                 | 22.02.1998                                         | Saoedi-Arabië                                      | 0 − 3                                              | Duitsland                                          | Vriendschappelijk                                  |
| 91                                                 | 25.03.1998                                         | Duitsland                                          | 1 − 2                                              | Brazilië                                           | Vriendschappelijk                                  |
| 92                                                 | 22.04.1998                                         | Duitsland                                          | 1 − 0                                              | Nigeria                                            | Vriendschappelijk                                  |
| 93                                                 | 27.05.1998                                         | Finland                                            | 0 − 0                                              | Duitsland                                          | Vriendschappelijk                                  |
| 94                                                 | 30.05.1998                                         | Duitsland                                          | 3 − 1                                              | Colombia                                           | Vriendschappelijk                                  |
| 95                                                 | 05.06.1998                                         | Duitsland                                          | 7 − 0                                              | Luxemburg                                          | Vriendschappelijk                                  |
| 96                                                 | 15.06.1998                                         | Verenigde Staten                                   | 0 − 2                                              | Duitsland                                          | WK-eindronde                                       |
| 97                                                 | 21.06.1998                                         | Duitsland                                          | 2 − 2                                              | Joegoslavië                                        | WK-eindronde                                       |
| 98                                                 | 25.06.1998                                         | Iran                                               | 0 − 2                                              | Duitsland                                          | WK-eindronde                                       |
| 99                                                 | 29.06.1998                                         | Duitsland                                          | 2 − 1                                              | Mexico                                             | WK-eindronde                                       |
| 100                                                | 04.07.1998                                         | Kroatië                                            | 3 − 0                                              | Duitsland                                          | WK-eindronde                                       |
| 101                                                | 02.09.1998                                         | Malta                                              | 1 − 2                                              | Duitsland                                          | Vriendschappelijk                                  |
| 102                                                | 05.09.1998                                         | Duitsland                                          | 1 − 1                                              | Roemenië                                           | Vriendschappelijk                                  |

| Interlands Schotland onder leiding van Berti Vogts | Interlands Schotland onder leiding van Berti Vogts | Interlands Schotland onder leiding van Berti Vogts | Interlands Schotland onder leiding van Berti Vogts | Interlands Schotland onder leiding van Berti Vogts | Interlands Schotland onder leiding van Berti Vogts |
| №                                                  | Datum                                              | Thuisploeg                                         | Uitslag                                            | Uitploeg                                           | Competitie                                         |
| -------------------------------------------------- | -------------------------------------------------- | -------------------------------------------------- | -------------------------------------------------- | -------------------------------------------------- | -------------------------------------------------- |
| 1                                                  | 27.03.2002                                         | Frankrijk                                          | 5 − 0                                              | Schotland                                          | Vriendschappelijk                                  |
| 2                                                  | 17.04.2002                                         | Schotland                                          | 1 − 2                                              | Nigeria                                            | Vriendschappelijk                                  |
| 3                                                  | 16.05.2002                                         | Zuid-Korea                                         | 4 − 1                                              | Schotland                                          | Vriendschappelijk                                  |
| 4                                                  | 20.05.2002                                         | Zuid-Afrika                                        | 2 − 0                                              | Schotland                                          | Vriendschappelijk                                  |
| 5                                                  | 23.05.2002                                         | Hongkong                                           | 0 − 4                                              | Schotland                                          | Vriendschappelijk                                  |
| 6                                                  | 21.08.2002                                         | Schotland                                          | 0 − 1                                              | Denemarken                                         | Vriendschappelijk                                  |
| 7                                                  | 07.09.2002                                         | Faeröer                                            | 2 − 2                                              | Schotland                                          | EK-kwalificatie                                    |
| 8                                                  | 12.10.2002                                         | IJsland                                            | 0 − 2                                              | Schotland                                          | EK-kwalificatie                                    |
| 9                                                  | 15.10.2002                                         | Schotland                                          | 3 − 1                                              | Canada                                             | Vriendschappelijk                                  |
| 10                                                 | 20.11.2002                                         | Portugal                                           | 2 − 0                                              | Schotland                                          | Vriendschappelijk                                  |
| 11                                                 | 12.02.2003                                         | Schotland                                          | 0 − 2                                              | Ierland                                            | Vriendschappelijk                                  |
| 12                                                 | 29.03.2003                                         | Schotland                                          | 2 − 1                                              | IJsland                                            | EK-kwalificatie                                    |
| 13                                                 | 02.04.2003                                         | Litouwen                                           | 1 − 0                                              | Schotland                                          | EK-kwalificatie                                    |
| 14                                                 | 30.04.2003                                         | Schotland                                          | 0 − 2                                              | Oostenrijk                                         | Vriendschappelijk                                  |
| 15                                                 | 27.05.2003                                         | Schotland                                          | 1 − 1                                              | Nieuw-Zeeland                                      | Vriendschappelijk                                  |
| 16                                                 | 07.06.2003                                         | Schotland                                          | 1 − 1                                              | Duitsland                                          | EK-kwalificatie                                    |
| 17                                                 | 20.08.2003                                         | Noorwegen                                          | 0 − 0                                              | Schotland                                          | Vriendschappelijk                                  |
| 18                                                 | 06.09.2003                                         | Schotland                                          | 3 − 1                                              | Faeröer                                            | EK-kwalificatie                                    |
| 19                                                 | 10.09.2003                                         | Duitsland                                          | 2 − 1                                              | Schotland                                          | EK-kwalificatie                                    |
| 20                                                 | 11.10.2003                                         | Schotland                                          | 1 − 0                                              | Litouwen                                           | EK-kwalificatie                                    |
| 21                                                 | 15.11.2003                                         | Schotland                                          | 1 − 0                                              | Nederland                                          | EK-kwalificatie                                    |
| 22                                                 | 19.11.2003                                         | Nederland                                          | 6 − 0                                              | Schotland                                          | EK-kwalificatie                                    |
| 23                                                 | 18.02.2004                                         | Wales                                              | 4 − 0                                              | Schotland                                          | Vriendschappelijk                                  |
| 24                                                 | 31.03.2004                                         | Schotland                                          | 1 − 2                                              | Roemenië                                           | Vriendschappelijk                                  |
| 25                                                 | 28.04.2004                                         | Denemarken                                         | 1 − 0                                              | Schotland                                          | Vriendschappelijk                                  |
| 26                                                 | 27.05.2004                                         | Estland                                            | 0 − 1                                              | Schotland                                          | Vriendschappelijk                                  |
| 27                                                 | 30.05.2004                                         | Schotland                                          | 4 − 1                                              | Trinidad en Tobago                                 | Vriendschappelijk                                  |
| 28                                                 | 18.08.2004                                         | Schotland                                          | 0 − 3                                              | Hongarije                                          | Vriendschappelijk                                  |
| 29                                                 | 03.09.2004                                         | Spanje                                             | 1 − 1                                              | Schotland                                          | Vriendschappelijk                                  |
| 30                                                 | 08.09.2004                                         | Schotland                                          | 0 − 0                                              | Slovenië                                           | WK-kwalificatie                                    |
| 31                                                 | 09.10.2004                                         | Schotland                                          | 0 − 1                                              | Noorwegen                                          | WK-kwalificatie                                    |
| 32                                                 | 13.10.2004                                         | Moldavië                                           | 1 − 1                                              | Schotland                                          | WK-kwalificatie                                    |

## Erelijst
Als speler
 Borussia Mönchengladbach
- Bundesliga: 1969/70, 1970/71, 1974/75, 1975/76, 1976/77
- DFB-Pokal: 1972/73
- UEFA Cup: 1974/75, 1978/79

 West-Duitsland
- Wereldkampioenschap voetbal: 1974
- Europees kampioenschap voetbal: 1972

Individueel als speler
- kicker Bundesliga Team van het Seizoen: 1965/66, 1967/68, 1968/69, 1969/70, 1970/71, 1972/73, 1974/75, 1975/76, 1976/77
- Duits Voetballer van het Jaar: 1971, 1979
- Wereldkampioenschap voetbal All-Star Team: 1974, 1978

Als trainer
 Duitsland
- Europees kampioenschap voetbal: 1996

Individueel als trainer
- World Soccer Wereldtrainer van het Jaar: 1996